# Kaszweti
Świątynia Kaszweti świętego Jerzego (Kaszueti, gruz. ქაშვეთის წმინდა გიორგის სახელობის ტაძარი) – świątynia Gruzińskiego Kościoła Prawosławnego w Tbilisi. Znajduje się przy alei Rustawelego, naprzeciwko Parlamentu.
Pierwsza świątynia chrześcijańska w tym miejscu powstała około V wieku. Obecny budynek kościoła został zbudowany w latach 1904–1910 przez architekta L. Bilfeldta, który oparł swój projekt o kształt katedry w Samtawisi. Freski w kopule apsydy kościoła wykonał w 1946 gruziński malarz Lado Gudiaszwili. Twórcą ikonostasu był polski malarz-architekt Henryk Hryniewski.
Nazwa świątyni oznacza „urodzić kamień”. Jest ona związana z legendą o sławnym mnichu Dawidzie z Garedży, jednym z Trzynastu Ojców Syryjskich głoszących ewangelię w Gruzji. Pewna zakonnica oskarżyła go o bycie ojcem jej nienarodzonego jeszcze dziecka. Mnich oznajmił, że jeśli to prawda, wówczas urodzi ona dziecko, lecz jeśli to kłamstwo, to urodzi się kamień. Zgodnie z legendą zakonnica urodziła kamień.